# Rachel Chagall
Rachel Chagall (Brooklyn, 24 november 1952) is een Amerikaanse actrice. Haar echte naam is Rachel Levin, maar omdat er al een actrice met die naam bestond koos ze voor een andere artiestennaam.
Ze is ongetwijfeld het meest bekend voor haar rol als de lompe en niet al te snuggere Valerie Toriello in The Nanny, waar ze de beste vriendin van Fran Fine speelt. Ze had gastoptredens in de soapseries Just Shoot Me! en Strong Medicine en speelde een mysterieuze vrouw in de soapserie What I Like About You.
Onder haar eigen naam Rachel Levin trad ze op in de speelfilms Gaby: A True Story uit 1987 en White Palace uit 1990.